# Dow Travers
Dow Travers (ur. 8 lipca 1987 w George Town) – kajmański narciarz alpejski, uczestnik Zimowych Igrzysk Olimpijskich 2010 w Vancouver.
W 2009 roku w Val d’Isère wziął udział w mistrzostwach świata w narciarstwie alpejskim. Najlepszym jego wynikiem na tych mistrzostwach było zajęcie 65. miejsca w slalomie.
Jeszcze nie zadebiutował w Pucharze Świata.

## Osiągnięcia

### Zimowe igrzyska olimpijskie
| Igrzyska       | Konkurencja   | Czas    | Wynik |
| -------------- | ------------- | ------- | ----- |
| Vancouver 2010 | Slalom gigant | 3:02.89 | 69.   |

### Mistrzostwa świata
| Mistrzostwa      | Konkurencja   | Czas    | Wynik |
| ---------------- | ------------- | ------- | ----- |
| Val d’Isère 2009 | Slalom gigant | –       | DSQ   |
| Val d’Isère 2009 | Slalom        | 2:11.06 | 65.   |